# Power of Love (альбом Лютера Вэндроса)
| Оценки критиков      | Оценки критиков |
| Источник             | Оценка          |
| -------------------- | --------------- |
| AllMusic             | [ 1 ]           |
| Chicago Tribune      | [ 2 ]           |
| Entertainment Weekly | A−              |
| Los Angeles Times    | [ 4 ]           |
| Robert Christgau     | [ 5 ]           |
| Rolling Stone        | [ 6 ]           |

Power of Love — седьмой студийный альбом американского соул-певца, автора и продюсера Лютера Вэндросса, вышедший в 1991 году в США на лейбле Epic Records. Power of Love достиг седьмого места в американском хит-параде Billboard 200 и позиции № 9 в Великобритании. Две премии Грэмми. Продажи превысили 2 млн копий и диск получил платиновый статус RIAA.

## История
Power of Love достиг первого места в Великобритании (№ 9 в UK Albums Chart) и позиции № 7 в чарте Billboard 200. Также он возглавил Top R&B Albums в 7-й раз в карьере певца.
Альбом получил положительные и умеренные отзывы музыкальной критики и интернет-изданий. Две награды American Music Award в категориях «Favorite Soul/R&B Male Artist» и «Favorite Soul/R&B Album».
На 34-й церемонии Грэмми 1992 года певец получил 2 награды в категориях «Best R&B Vocal Performance, Male» и «Best R&B Song» за песню «Power of Love/Love Power».

## Список композиций
| №   | Название                                    | Автор(ы)                                        | Длительность |
| --- | ------------------------------------------- | ----------------------------------------------- | ------------ |
| 1.  | «She Doesn't Mind»                          | Luther Vandross, Reed Vertelney                 | 4:05         |
| 2.  | «Power of Love/Love Power»                  | Vandross, Marcus Miller, Teddy Vann             | 6:42         |
| 3.  | «I'm Gonna Start Today»                     | Vandross, Miller                                | 6:12         |
| 4.  | «The Rush»                                  | Vandross, Miller                                | 6:45         |
| 5.  | «I Want the Night to Stay»                  | Vandross, Nat Adderley, Jr.                     | 5:26         |
| 6.  | «Don't Want to Be a Fool»                   | Vandross, Miller                                | 4:34         |
| 7.  | «I Can Tell You That»                       | Vandross, Hubert Eaves III                      | 5:25         |
| 8.  | «Sometimes It's Only Love»                  | Vandross, Skip Anderson                         | 4:54         |
| 9.  | «Emotional Love»                            | Vandross, Eaves                                 | 3:53         |
| 10. | «I (Who Have Nothing)» (дуэт с Martha Wash) | Carlo Donida, Mogol, Jerry Leiber, Mike Stoller | 7:26         |

## Чарты
| Чарт (1991)                            | Высшая позиция |
| -------------------------------------- | -------------- |
| Австрия (Ö3 Austria)                   | 4              |
| Великобритания (UK Albums Chart)       | 11             |
| США (Billboard 200)                    | 7              |
| США (Billboard Top R&B/Hip-Hop Albums) | 1              |

## Сертификации
| Регион | Сертификация  | Продажи    |
| --- | ------------- | ---------- |
| Канада (Music Canada) | Золотой       | 50 000^    |
| Великобритания (BPI) | Серебряный    | 60 000^    |
| США (RIAA) | 2× Платиновый | 2 000 000^ |
| * Данные о продажах приведены только на основе сертификации. ^ Данные о тиражах приведены только на основе сертификации. |               |            |